# Saison 2019-2020 du Stade montois rugby
Cette page présente la saison 2019-2020 du Stade montois rugby en Pro D2.

## Entraîneurs
- David Auradou : Manager et entraîneur des avants
- David Darricarrère : Entraîneur des arrières

## La saison
Le Stade montois fait un début de saison compliqué en perdant à domicile contre Provence rugby, s'inclinant sur le score de 12-42[réf. nécessaire].
La saison est marquée par une suspension du championnat à partir du 13 mars après le début de la propagation de la pandémie de Covid-19 en France. Le 30 avril, la LNR propose l'arrêt définitif du championnat, après une réunion extraordinaire organisée la veille avec tous les membres du bureau exécutif et les présidents de clubs. Par conséquent, le titre national n'est pas attribué et aucune promotion, ni relégation n'est promulguée, à l'issue de cette édition ; la décision est définitivement approuvée par le comité directeur de la LNR le 2 juin.

## Effectif 2019-2020
| Nom                   | Poste            | Naissance         | Nationalité sportive | Sélections | Dernier club            | Arrivée au club (année) |
| --------------------- | ---------------- | ----------------- | -------------------- | ---------- | ----------------------- | ----------------------- |
| Carlos Muzzio         | Pilier           | 21 août 1984      | Argentine            | -          | Tarbes PR               | 2014                    |
| Théo Castinel         | Pilier           | 18 avril 1994     | France               |            | Formé au club           | 2014                    |
| Christophe David      | Pilier           | 31 juillet 1991   | France               |            | USA Perpignan           | 2016                    |
| Jeronimo Negrotto     | Pilier           | 3 octobre 1988    | France               |            | Tarbes PR               | 2016                    |
| Victor Laval          | Pilier           | 27 novembre 1989  | France               | -          | Limoges rugby           | 2017                    |
| Thomas Bultel         | Pilier           | 1er février 1996  | France               | -          | Montpellier HR          | 2017                    |
| Jean Luc Innocente    | Pilier           | 20 décembre 1993  | France               | -          | Rouen NR                | 2019                    |
| Mohamed Khribache     | Talonneur        | 8 juin 1988       | Maroc                |            | CS Bourgoin-Jallieu     | 2017                    |
| Romain Latterrade     | Talonneur        | 4 avril 1996      | France               | -          | Formé au club           | 2017                    |
| Thibaud Rey           | 2e ligne         | 20 juin 1992      | France               | -          | FC Grenoble             | 2015                    |
| Philip du Preez (en)  | 2e ligne         | 1er août 1993     | Afrique du Sud       |            | Eastern Province Kings  | 2016                    |
| César Damiani         | 2e ligne         | 9 octobre 1986    | France               |            | SC Albi                 | 2017                    |
| Leandro Cedaro        | 2e ligne         | 16 février 1988   | Italie               |            | SU Agen                 | 2018                    |
| Nathanaël Pouilloux   | 2e ligne         | 3 août 1997       | France               |            | SU Agen                 | 2018                    |
| Maselino Paulino      | 2e ligne         | 21 juin 1988      | Samoa                |            | RC Narbonne             | 2018                    |
| Romain Durand         | 2e ligne         | 7 mars 1997       | France               | -          | RC Narbonne             | 2018                    |
| Alexandre Bécognée    | 2e ligne         | 3 septembre 1996  | France               | -          | Formé au club           | 2017                    |
| Julien Tastet         | 3e ligne         | 27 janvier 1987   | France               | -          | Formé au club           | 2006                    |
| Yann Brethous         | 3e ligne         | 27 mai 1989       | France               | -          | Formé au club           | 2007                    |
| Nicolas Garrault      | 3e ligne         | 15 juin 1991      | France               |            | Tarbes PR               | 2016                    |
| Charles Brayer        | 3e ligne         | 3 novembre 1996   | France               | -          | CA Brive                | 2017                    |
| Maxime Gouzou         | 3e ligne         | 11 septembre 1998 | France               |            | Formé au club           | 2018                    |
| Aurélien Lisena       | 3e ligne         | 12 mai 1999       | France               |            | Stado Tarbes PR         | 2018                    |
| Wiliam Warvin         | 3e ligne         | 6 janvier 1991    | France               |            | Union sportive bressane | 2019                    |
| Christophe Loustalot  | Mêlée            | 7 avril 1992      | France               |            | FC Grenoble             | 2016                    |
| Théo Duhourquet       | Mêlée            | 6 juillet 1997    | France               |            | Formé au club           | 2018                    |
| Agustin Ormaechea     | Mêlée            | 8 mars 1991       | France               | -          | RC Strasbourg           | 2018                    |
| Léo Coly              | Mêlée            | 9 septembre 1999  | France               |            | Formé au club           | 2018                    |
| Rémi Talès            | Demi d'ouverture | 2 mai 1984        | France               |            | Racing 92               | 2018                    |
| Mathieu Smaïli        | Demi d'ouverture | 30 août 1999      | France               |            | RC Toulon               | 2019                    |
| Danré Gerber          | Centre           | 20 décembre 1988  | Afrique du Sud       |            | AS Béziers              | 2016                    |
| Jens Torfs            | Centre           | 26 mai 1992       | Belgique             |            | USA Perpignan           | 2018                    |
| Joe Vakacegu          | Centre           | 28 décembre 1988  | Fidji                |            | Biarritz Olympique      | 2019                    |
| Clément Gélin         | Centre           | 8 novembre 1993   | France               |            | FC Grenoble             | 2019                    |
| Adrien Seguret        | Centre           | 22 juillet 1998   | France               |            | Lyon OU                 | 2019                    |
| Juan Cappiello        | Centre           | 4 mars 1992       | Argentine            |            | Club Pucará (en)        | 2019                    |
| Arnaud Mignardi       | Centre           | 1er novembre 1986 | France               |            | CA Brive                | 2020                    |
| Julien Cabannes       | Ailier           | 9 janvier 1990    | France               | -          | Formé au club           | 2007                    |
| Nacani Wakaya         | Ailier           | 25 juin 1991      | Fidji                |            | Fidji Warriors          | 2016                    |
| Wame Naituvi          | Ailier           | 18 mai 1996       | Fidji                | -          | ASM Clermont            | 2017                    |
| Julien Lestremau      | Ailier           | 3 mars 1998       | France               | -          | Formé au club           | 2018                    |
| Alexandre de Nardi    | Ailier           | 17 janvier 1999   | France               | -          | Formé au club           | 2018                    |
| Tim Jaubert           | Ailier           | 17 décembre 1992  | France               |            | US Dax                  | 2019                    |
| Maxime Marty          | Ailier           | 27 février 1998   | France               |            | Stade toulousain        | 2019                    |
| Jean-Teiva Jacquelain | Ailier           | 22 avril 1994     | France               | -          | FC Grenoble             | 2019                    |
| Yoann Laousse Azpiazu | Arrière          | 20 août 1991      | France               | -          | US Dax                  | 2015                    |
| Alexandre de Nardi    | Arrière          | 20 août 1991      | France               | -          | Formé au club           | 2018                    |

## Calendrier et résultats
| - Stade montois - Provence rugby : 12-42 - Colomiers rugby - Stade montois : 29-16 - Stade montois - US Carcassonne : 28-26 - RC Vannes - Stade montois : 17-5 - Stade montois - FC Grenoble : 26-24 - Biarritz olympique - Stade montois : 23-12 - Stade montois - US Montauban : 51-13 - USA Perpignan - Stade montois : 44-17 - Stade montois - Rouen NR : 37-10 - Soyaux Angoulême XV - Stade montois : 21-6 - Stade aurillacois - Stade montois : 21-33 - Stade montois - AS Béziers : 30-10 - Oyonnax rugby - Stade montois : 23-21 - Stade montois - USO Nevers : 6-11 - Valence Romans DR - Stade montois : 21 - 19 | - Stade montois - RC Vannes : 16-18 - Provence rugby - Stade montois : 15-20 - Stade montois - USA Perpignan : 34-14 - Stade montois - Stade aurillacois : 23-20 - US Carcassonne - Stade montois : 37 - 35 - Stade montois - Colomiers rugby : 16-12 - AS Béziers - Stade montois : 55 - 17 - Rouen NR - Stade montois : N'a pas été joué - Stade montois - Valence Romans DR : N'a pas été joué - US Montauban - Stade montois : N'a pas été joué - Stade montois- Biarritz olympique : N'a pas été joué - USO Nevers - Stade montois : N'a pas été joué - Stade montois - Soyaux Angoulême XV : N'a pas été joué - FC Grenoble - Stade montois : N'a pas été joué - Stade montois - Oyonnax rugby : N'a pas été joué |

| Rang | Club                  | J  | V  | N | D  | Bo | Bd | Pm  | Pe  | Diff | Pts |
| ---- | --------------------- | -- | -- | - | -- | -- | -- | --- | --- | ---- | --- |
| 1    | Colomiers Rugby       | 23 | 17 | 0 | 6  | 5  | 4  | 573 | 381 | +192 | 77  |
| 2    | USA Perpignan (R)     | 23 | 16 | 0 | 7  | 8  | 4  | 671 | 426 | +245 | 76  |
| 3    | FC Grenoble (R)       | 23 | 14 | 1 | 8  | 7  | 2  | 572 | 399 | +173 | 67  |
| 4    | Oyonnax Rugby         | 23 | 14 | 0 | 9  | 5  | 6  | 589 | 414 | +175 | 67  |
| 5    | USO Nevers            | 22 | 14 | 0 | 8  | 4  | 0  | 520 | 475 | +45  | 60  |
| 6    | Biarritz olympique    | 23 | 12 | 1 | 10 | 4  | 5  | 513 | 451 | +62  | 59  |
| 7    | Soyaux Angoulême XV   | 22 | 11 | 2 | 9  | 3  | 4  | 430 | 449 | -19  | 55  |
| 8    | RC Vannes             | 23 | 12 | 0 | 11 | 3  | 3  | 460 | 485 | -25  | 54  |
| 9    | AS Béziers            | 23 | 12 | 0 | 11 | 3  | 3  | 450 | 453 | -3   | 54  |
| 11   | Stade montois         | 23 | 11 | 0 | 12 | 2  | 5  | 499 | 521 | -22  | 51  |
| 10   | US Carcassonne        | 22 | 11 | 1 | 10 | 1  | 2  | 469 | 544 | -75  | 49  |
| 12   | Provence Rugby        | 22 | 10 | 0 | 12 | 2  | 3  | 408 | 482 | -74  | 45  |
| 13   | US Montauban          | 22 | 8  | 1 | 13 | 1  | 6  | 446 | 528 | -82  | 41  |
| 14   | Stade aurillacois     | 23 | 7  | 0 | 16 | 2  | 8  | 429 | 545 | -116 | 38  |
| 15   | Rouen NR (P)          | 23 | 6  | 0 | 17 | 0  | 7  | 345 | 558 | -213 | 31  |
| 16   | Valence Romans DR (P) | 22 | 3  | 0 | 19 | 0  | 8  | 381 | 641 | -260 | 20  |

## Statistiques

### Championnat de France
Meilleurs réalisateurs
| Rang | Joueur | Poste | Points | Essais | Transf. | Pén. | Drops |
| ---- | ------ | ----- | ------ | ------ | ------- | ---- | ----- |
| 1    | -      | -     | -      | -      | -       | -    | -     |
| 2    | -      | -     | -      | -      | -       | -    | -     |
| 3    | -      | -     | -      | -      | -       | -    | -     |
| 4    | -      | -     | -      | -      | -       | -    | -     |
| 5    | -      | -     | -      | -      | -       | -    | -     |

Meilleurs marqueurs
| Rang | Joueur | Poste | Essais |
| ---- | ------ | ----- | ------ |
| 1    | -      | -     | -      |
| 2    | -      | -     | -      |
| 3    | -      | -     | -      |
| 4    | -      | -     | -      |
| 5    | -      | -     | -      |